# Crataegus floridana
Crataegus floridana — вид рослин із родини трояндових (Rosaceae).

## Біоморфологічна характеристика
Це кущ заввишки 60 дм, гілки сильно плакучі (рухаються при слабкому вітрі). Кора стовбура темно-коричнева. Гілочки молоді запушені, 1–2-річні темно-пурпурно-коричневі; колючки на гілочках ± прямі, 1–2-річні темно-пурпурно-коричневі, тонкі, 2 см. Листки: ніжка листка 25–50% довжини пластини, запушена; пластина від лопатоподібної до кутасто-зворотно-яйцюватої, (1.5)3–4 см, тонка, частки по 1 або 2 на кожній стороні, від ± неясних до ± чітких, верхівка часточки субгостра, верхівка від субгострої до гострої, поверхні ± постійно запушені. Суцвіття 2–4-квіткові. Квітки 12–15 мм у діаметрі; чашолистки вузько-трикутні, по краях ± цільні, пиляки кремові. Яблука помаранчеві, від еліпсоїдних до субокруглих, 6–8 мм у діаметрі; кісточок 3–5. Цвітіння: березень і квітень; плодоношення: липень і серпень.

## Середовище проживання
Зростає в пд.-сх. США — Флорида, Джорджія, Північна Кароліна, Південна Кароліна. Росте в сухих чагарниках на висотах 0–200 метрів.